# خنفساء القلف البطنانية
خنفساء القلف البطنانية أو حفار شجر التنوب دوغلاس (الاسم العلمي: Scolytus ventralis) (بالإنجليزية: fir engraver)‏، هي نوع من الحشرات يتبع جنس خنفساء القلف من فصيلة السوسية الحقيقية.